# Гронди (Ленчинський повіт)
Гронди (пол. Grądy) — село в Польщі, у гміні Людвін Ленчинського повіту Люблінського воєводства.
Населення — 257 осіб (2011).
У 1975-1998 роках село належало до Люблінського воєводства.

## Демографія
Демографічна структура станом на 31 березня 2011 року:
|          | Загалом | Допрацездатний вік | Працездатний вік | Постпрацездатний вік |
| -------- | ------- | ------------------ | ---------------- | -------------------- |
| Чоловіки | 134     | 34                 | 91               | 9                    |
| Жінки    | 123     | 23                 | 68               | 32                   |
| Разом    | 257     | 57                 | 159              | 41                   |